# Jean Pierson
Jean Pierson (Bizerta, Protectorado francés de Túnez, 17 de noviembre de 1940 - 3 de noviembre de 2021) fue un ingeniero aeroespacial francés que se desempeñó como director y CEO de Airbus Industrie entre 1985 y 1998. Durante su tiempo como líder de la empresa, la empresa surgió como un competidor global del entonces líder Boeing. Además de impulsar el programa Airbus A320, también estableció el programa del Airbus A380, uno de los aviones más grandes del mundo.

## Biografía
Pierson nació el 17 de noviembre de 1940 en Bizerte en el protectorado francés de Túnez. Estudió en la milicia nacional Prytanée y la academia militar en La Flèche, Francia, y se graduó en el Institut supérieur de l'aéronautique et de l'espace en 1963. Comenzó su carrera en 1963 en Sud Aviation , el predecesor de Airbus Industrie, donde trabajó como ingeniero de producción. Se unió al fabricante aeroespacial francés Aérospatiale en 1972, pasando a dirigir su negocio de aviones comerciales. De 1972 a 1976, Pierson se desempeñó como director de SOCATA, la división de aviones ligeros de Aérospatiale, y luego como director de la oficina de Toulouse de Aérospatiale de 1976 a 1983. 
Pierson fue sucesor de Bernard Lathière como director gerente de Airbus en marzo de 1985. Lathière había perdido su trabajo debido a un conflicto entre los accionistas alemanes y franceses de la empresa. En ese momento, Airbus no era un competidor importante del entonces líder del mercado, Boeing, que tenía una participación de mercado de más del setenta por ciento en el mercado de aviones comerciales. Airbus fue a menudo descartado por el líder del mercado, Boeing, como una "molestia menor" cuya principal misión era impulsar los empleos europeos. Las acciones de Pierson como líder incluyeron ampliar la gama de aviones comerciales de la compañía y establecer una marca que pudiera competir en calidad. En un movimiento para entrar en el mercado de la aviación comercial de EE. UU., Pierson reclutó talentos nativos en inglés e hizo que un exsecretario de Transporte de EE. UU, Alan S. Boyd , asumiera la posición de líder norteamericano. También estableció un centro de formación de pilotos en Florida como escuela de acabado para pilotos de aviones Airbus. En una de las primeras grandes victorias de Airbus, Northwest Airlines, que más tarde se fusionaría con Delta Air Lines , encargó 100 aviones Airbus A320. En otra gran victoria, US Airways, que luego se fusionó con American Airlines, hizo un pedido de 400 aviones en 1997.
Pierson defendió a Airbus contra las acusaciones de Boeing y American de que las ganancias obtenidas por la corporación se debieron principalmente a los subsidios del gobierno al contrarrestar que Boeing se benefició de las órdenes militares de los Estados Unidos. En una entrevista para el The New York Times en 1991, dijo: "Los estadounidenses adoptan la posición de que los europeos son la oveja negra y los estadounidenses la oveja blanca, cuando la verdad es que todas las ovejas son grises". 
Además de avanzar en el programa del Airbus A320 y el Airbus A380. Desempeñó un papel importante en el desarrollo comercial de Airbus Industries. Si bien el Airbus A380 demostraría ser un fracaso comercial muchos años después, con su última entrega en 2021, catorce años después del primer vuelo, se sabía que Pierson tenía razón al calificar el fracaso del A400. Lideró las inversiones en el programa Airbus A320 y dirigió la estrategia de cabina única mientras desarrollaba el Airbus A321, consolidando aún más la familia de aviones A320 como fuente de ingresos para la empresa. También participó en el programa Concorde y lideró las inversiones en el crecimiento de los programas Airbus A330 y Airbus A340. 
Pierson se retiró de Airbus en 1998, después de desempeñarse como director gerente desde 1985. Durante su tiempo como líder, la participación de mercado global de la compañía aumentó del 17% al 40%. Además de irrumpir en el mercado norteamericano, también se le atribuyó la transformación de Airbus de un consorcio flexible a un competidor global en la industria de la aviación. En el momento en que asumió el cargo de líder, Airbus era un consorcio que reunía a la francesa Aérospatiale , la alemana occidental Messerschmitt-Bölkow-Blohm, la británica British Aerospace y la española Construtores Aeronauticas, una combinación de varias empresas estatales que dependen de préstamos y créditos de los países anfitriones. Tuvo que enfrentar amenazas regulatorias y amenazas de represalias por parte de la entonces administración Reagan, que consideró que el apoyo estatal del que disfrutaba Airbus era anticompetitivo. Inició el proceso de integración y creación de una corporación unificada, llamando obsoleto al antiguo modelo del consorcio.
Pierson era conocido en los medios franceses como "el oso de los Pirineos" en referencia a su imponente personalidad y también a las montañas de los Pirineos, no muy lejos de la sede de Airbus en Toulouse.

### Fallecimiento
Pierson murió el 3 de noviembre de 2021, dos semanas antes de cumplir 81 años.